# Британська Територія в Індійському Океані
Британська Територія в Індійському Океані (англ. British Indian Ocean Territory) — заморська територія Великої Британії, розташована в Індійському океані, південніше Мальдівів. Британська Територія в Індійському Океані складається з архіпелагу Чагос, в який входять 60 островів. Найбільший — острів Дієго-Гарсія (27 км²). Загальна площа території — 60 км².

## Географія

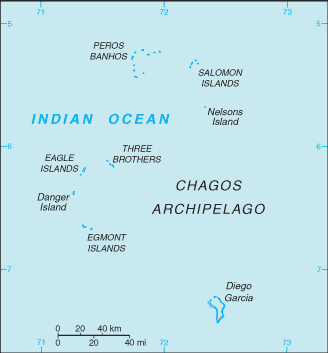
Карта архіпелагу Чагос

Чагос — архіпелаг із семи атолів з більш ніж 60 тропічними островами в Індійському океані, що знаходиться приблизно в 500 кілометрах на південь від Мальдівів, на середині шляху з Африки в Індонезію.
Якщо найбільший острів архіпелагу Дієго-Гарсія має площу 27,2 км², то другий за величиною острів архіпелагу (Ігл, Велика Банка Чагос) менше в 11 разів (2,45 км²). Решта острівців за площею не перевищують 1,5 км².
| № | Атол                | Число острівців | Площа суходолу (км²) | Лагуна (км²) |
| - | ------------------- | --------------- | -------------------- | ------------ |
| 1 | Дієго-Гарсія        | 4               | 27,2                 | 147          |
| 2 | Егмонт              | 7               | 4                    | 25           |
| 3 | Перос-Баньос        | 27              | 13                   | 490          |
| 4 | Острови Саломон     | 11              | 3,5                  | 32,5         |
| 5 | Банка великий Чагос | 7               | 4                    | —            |
| 6 | Риф Бленхайм        | 3               | 8,5                  | 28,5         |
| 7 | Банка Спікерс       | 1               | 0,1                  | —            |
|   | Всього              | 60              | 60,3                 | 723          |

## Історія
Колись фразою на санскриті «Лакшадвіп» («Сто тисяч островів») позначали острови Лакшадвіп, Мальдіви, Сувадіве й архіпелаг Чагос. Спочатку вони управлялися з Індії, але на них не було постійного населення. Мальдівські моряки добре знали архіпелаг Чагос. Згідно з усними переказами, їх іноді викидало на ці острови, але архіпелаг вважався занадто віддаленим, щоб його заселяти. Вперше архіпелаг Чагос картографував Васко да Гама, пропливаючи повз нього в XVI столітті. У XVIII столітті Франція оголосила Чагос своїм володінням, як частину колонії Маврикій. З 1815 року, за Паризьким мирним договором, Чагос (як частина Маврикія) перейшов у володіння Великої Британії.
У XIX столітті на острові Дієго-Гарсія стали вирощуватися плантації кокосових пальм для виробництва копри, для цього були завезені робітники з Індії (до цього жителів на архіпелазі не було).
8 листопада 1965 року Велика Британія відокремила архіпелаг Чагос від острова Маврикій, і заснувала на ньому Британську заморську територію в Індійському океані, щоби закласти військову базу на Дієго-Гарсія. Через зведення військової бази, з 1967 року чагосці (близько 1200 осіб) були переселені британською владою на Маврикій і Сейшели.
3 жовтня 2024 року уряд Великої Британії анонсував угоду з державою Маврикій. Маврикій роками вимагав передати йому острови.

## Населення
Зараз населення території складає військовий і цивільний персонал (близько 4 тис. осіб) британо-американської військової бази, розташованої на острові Дієго-Гарсія. Серед цивільного персоналу, крім британців і американців — маврикійці та філіппінці.

## Управління
Територією управляє комісар міністерства закордонних справ Британії, що постійно перебуває в Лондоні. На місці його представляє офіцер, командувач британськими силами на Дієго-Гарсія.

## Економіка
Ніякої промислової та сільськогосподарської діяльності не ведеться (крім обслуговування бази), однак у Лондоні здійснюється продаж рибальських ліцензій в 200-мильній зоні та комерційний випуск поштових марок.

## Міжнародні суперечки
У 1980-ті роки острів Маврикій оголосив про свої права на володіння цими територіями, заявивши, що відділення 1965 року було незаконним. Справа в тому, що стаття 6 Декларації ООН № 1514 «Про надання незалежності колоніальним країнам і народам» однозначно визначає територіальну цілісність колоній, а оскільки дана декларація була прийнята за 5 років до відділення архіпелагу, то в Маврикія теоретично є підстави пред'являти претензії на його територію. Велика Британія не визнала прав Маврикія, але погодилася передати йому архіпелаг Чагос, коли в ньому відпаде військова потреба.
Сейшели також заявляють про свої домагання на архіпелаг Чагос, включаючи острів Дієго-Гарсія.